# Itadaki Street DS
Itadaki Street DS (いただきストリートDS?) è un videogioco rompicapo per Nintendo DS, sviluppato da Armor Project e pubblicato da Square Enix. Itadaki Street DS è un gioco in stile Monopoly che incorpora alcuni elementi della serie di Mario Party, come ad esempio i minigiochi. Il gioco presenta personaggi del franchise di Mario e di Dragon Quest. Il gioco, distribuito solo in Giappone, è uscito il 21 giugno 2007.

## Modalità di gioco
I giocatori si muovono lungo un tabellone, comprando delle caselle (shops) e collezionando monete dagli altri personaggi che passano su queste casella. Secondo le circostanze, i giocatori possono oltrepassare gli spazi degli altri personaggi o renderli inattivi per un turno. I giocatori possono anche condividere uno spazio con quello di un altro personaggio. I giocatori ricevono dei bonus quando salgono di livello. Per alzare il livello bisogna passare in quattro caselle speciali del tabellone (ognuna marchiata con un segno) e subito dopo andando in uno spazio Banca. Se un personaggio finisce su queste caselle anziché passarci sopra durante il cammino, riceve la possibilità di pescare una carta speciale (chiamata chance card) che ha diversi effetti sulla partita o sui personaggi. Lo scopo del gioco è raggiungere una certa quantità di possedimenti, oppure far andare un personaggio in bancarotta. Nel tabellone ci sono alcune caselle Casinò che attivano dei minigiochi quando ci si passa sopra.

## Personaggi
Ci sono ventidue personaggi giocabili, undici della serie di Mario e undici della serie di Dragon Quest. In aggiunta ci sono tre personaggi ospiti che possono essere richiamati con l'ausilio delle carte speciali (anche se non sono giocabili). Il giocatore può anche creare un personaggio personalizzato.

### Serie diMario
- Mario
- Luigi
- Yoshi
- Principessa Peach
- Donkey Kong
- Wario
- Principessa Daisy
- Waluigi
- Strutzi
- Bowser
- Toad

### Serie diDragon Quest
- Slime
- Angelo
- Jessica
- Pudding
- Bianca
- Dragonlord
- Alena
- Cristo
- Yangus
- Hassan
- Mommonja

### Personaggi di supporto
- Lakitu
- Heal Slime
- Dancing Jewels/GoodyBag